# 球体関節人形

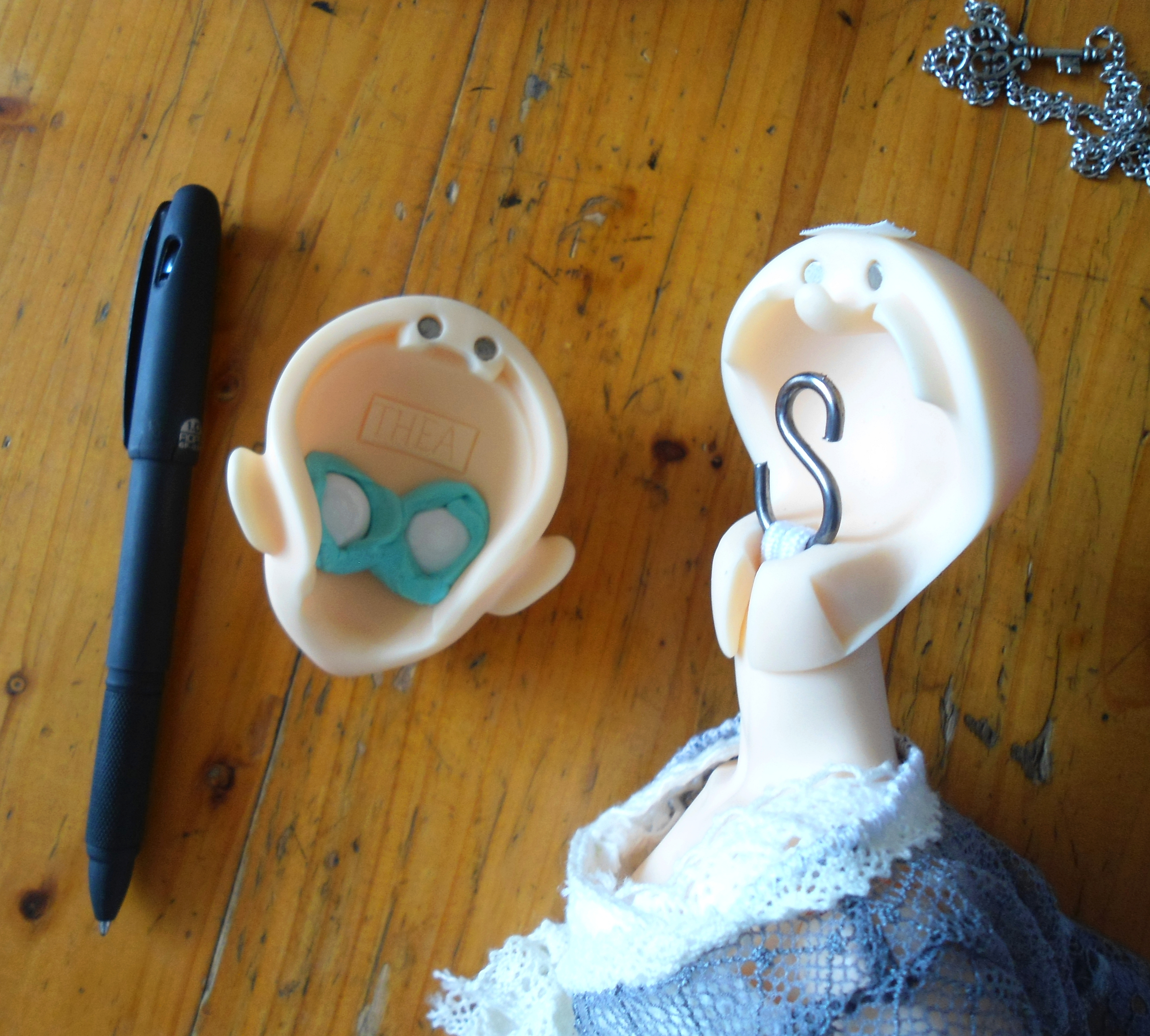

球体関節人形（きゅうたいかんせつにんぎょう）とは、関節部が球体によって形成されている人形の総称。その特徴から、自在なポーズを取らせることが可能である。関節部が球体によって形成されている人体以外の塑像作品を含む。
球体関節は、デッサン人形やマネキンなどの実用的な用途の人形のほか、市販されている玩具・模型メーカー製の人形にも取り入れられているが、人形作家によって制作された、鑑賞価値を認められた作品を「球体関節作品」「創作球体関節人形」と呼ぶ場合がある。

## 歴史
関節部に球体を備えた人形の起源は不明だが、アルブレヒト・デューラー（ドイツ語: Albrecht Dürer, 1471年5月21日 - 1528年4月6日）が制作したとされるデッサン用の人形には球体関節が備えられている。ドイツやフランスでは19世紀後半からビスク製の頭部を持つ玩具人形に球体関節が使用されるようになり、20世紀以降は様々な素材の人形に応用されるようになった。
日本でも戦前、平田郷陽によって制作された市松人形に、球体関節構造を備えた自由人形と呼ばれるものがある。美術作品としては、ハンス・ベルメールが制作した腹部に球体関節を組み込んだ人形作品を1949年、「人形の遊び Les jeux de la pupée」で発表し、1965年、澁澤龍彦が雑誌「新婦人」にベルメールの作品を紹介したことによって、土井典や四谷シモンが球体関節人形を本格的に制作することになり、鑑賞の対象とされるようになった。
ポリウレタンレジンで作ってゴムひもで組み立てる商業化され大衆化した現代球体関節人形は、日本のボークスでスーパードルフィーというブランド名で1999年に初めて開発された。 その後、韓国や中国をはじめ、世界各地に数多くの現代球体関節人形メーカーや個人作家が生まれた。 彼らもボークスのようにポリウレタンレジンを使って作り、ゴムひもで組み立てる方式で球体関節人形を作っている。
現在では、ボークスだけでなく無数に多くの球体関節人形メーカーや個人作家が韓国、日本、中国をはじめとする様々な国に存在する。

## 構造

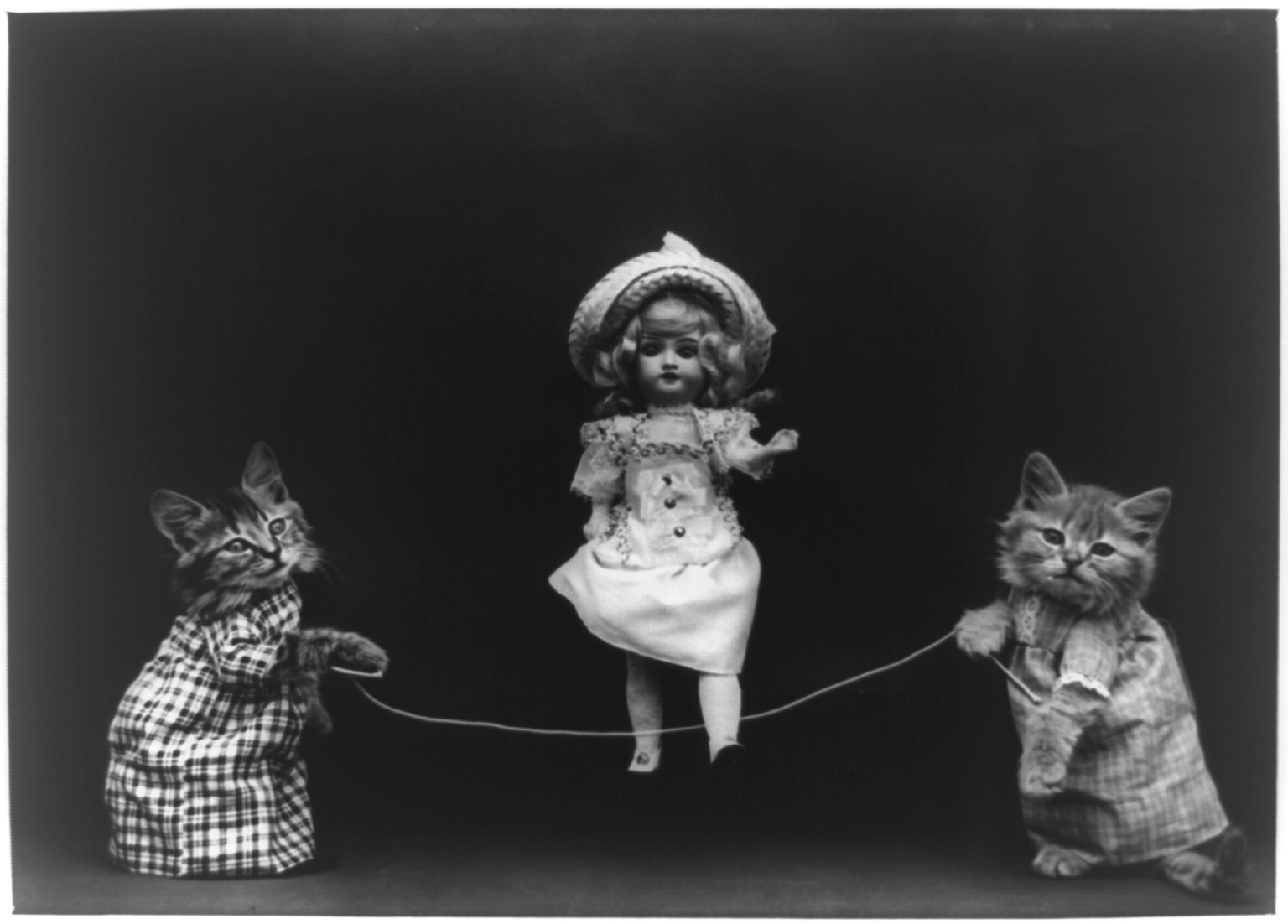
ビスクドールのような球体関節人形（ハリー・ウィッター・フリーズ1914年撮影）

球体関節人形では関節部が球体となっており、木製・樹脂等でできたヒンジを組み合わせたものや、ゴム紐の力で受けと呼ばれる部分に接続しているもの等がある。手を通るゴム紐は両肩を介して両手に接続している。足を通るゴム紐は頭部を介して両足に接続している。

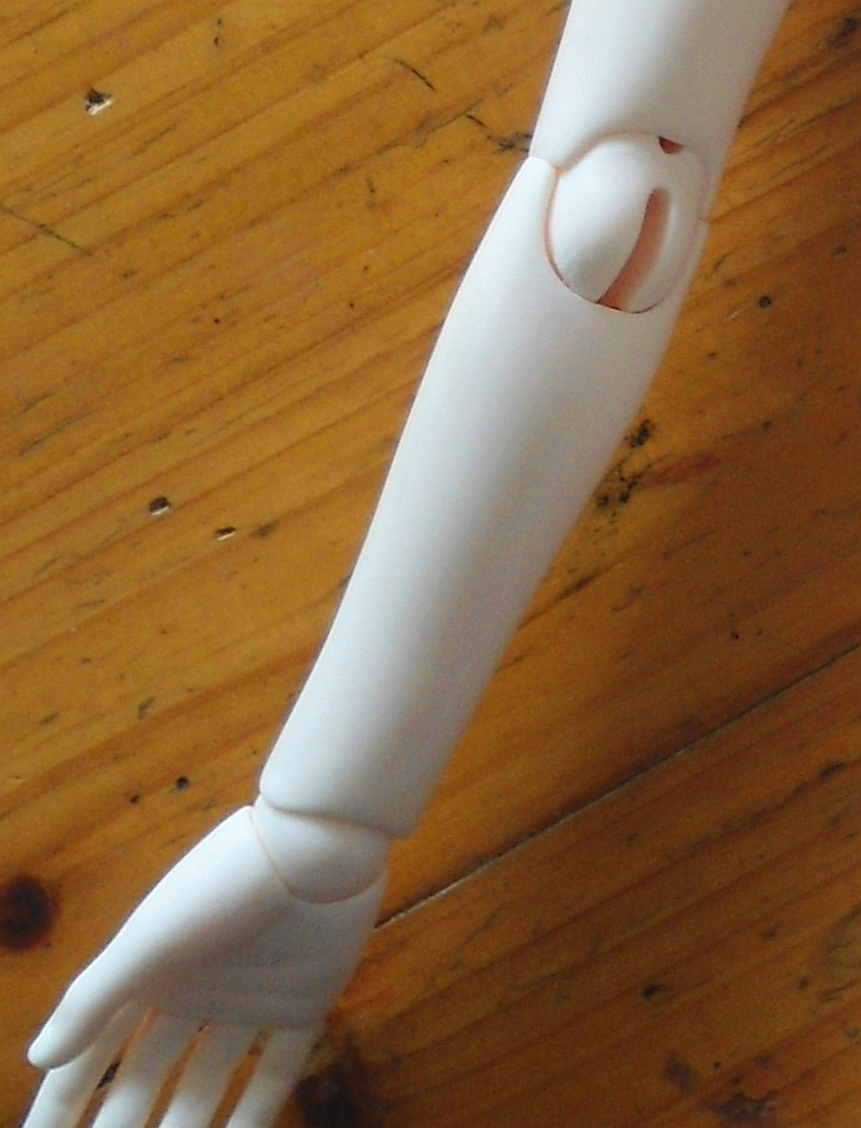
腕のパーツ
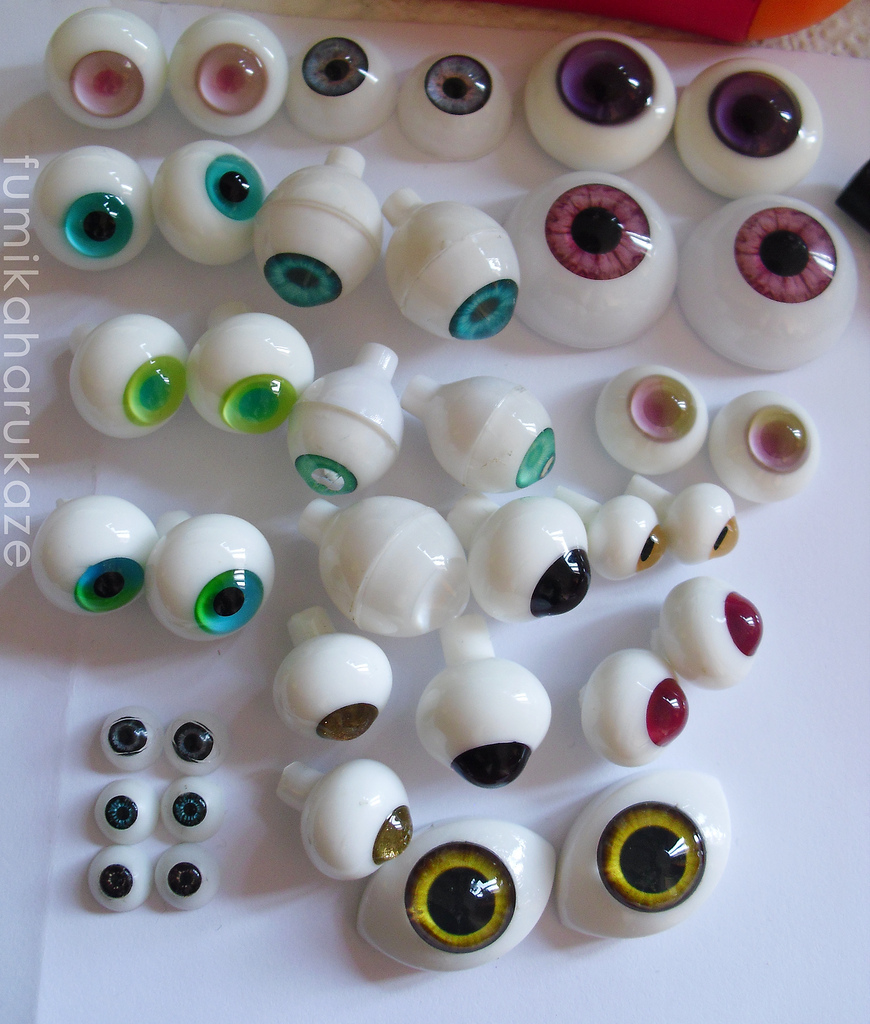
ドールアイ
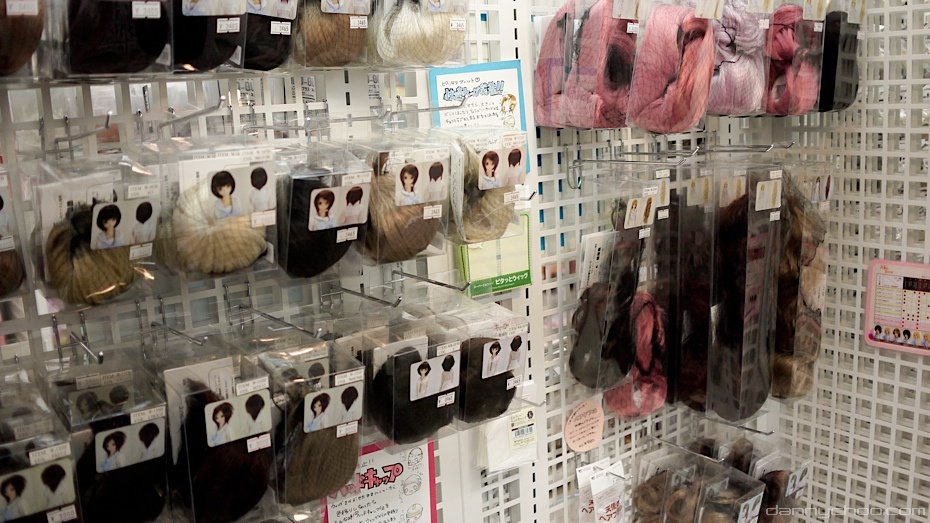
髪の毛のパーツ

その素材は様々で、メーカー製のものは主にウレタン樹脂が用されるが、PVC（ポリ塩化ビニル）やプラスチックが用される場合もある。作家によるハンドメイド作品は、石粉粘土、磁器に用いられるポーセリンスリップ（磁土）、樹脂粘土等で造られることが多い。また骨董西洋人形（ビスク・ドール）の技法を援用して、眼球にガラス、アクリル樹脂などのドールアイを用い、人毛・羊毛・化学繊維を用いたウィッグ等で髪を表現する。

## 球体関節人形を題材にした作品
- プリンプリン物語 - NHK人形劇の中では初めて、友永詔三の手によって人形に球体関節が採用された。
- 鋼鉄ジーグ - 作品としての製作のきっかけは、球体関節人形から応用された、磁石の球体関節を用いたタカラの合体ロボット玩具「マグネモ」に関する企画。
- ローゼンメイデン - アンティークドールたちが活躍する漫画。球体関節を持っているという描写がある。
- アマネ†ギムナジウム - 球体関節人形を題材とした古屋兎丸の漫画。
- Alice in Dreamland アリス・イン・ドリームランド - 清水真理制作の球体関節人形を使ったアニメーション映画
- イノセンス - 球体関節人形をイメージした押井守監督アニメーション映画｡

## 関連項目

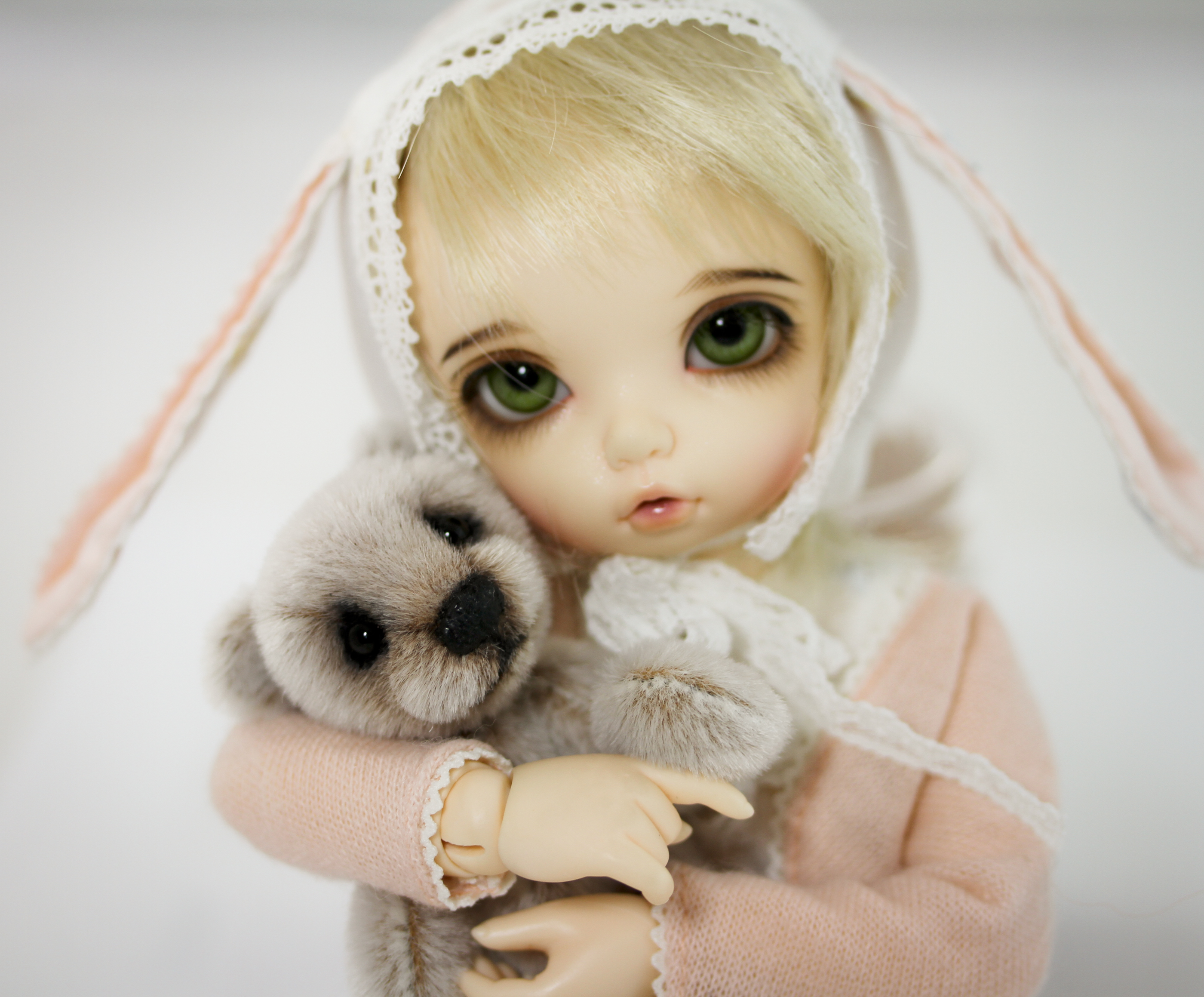
球体関節人形

## 球体関節人形作家
- ハンス・ベルメール
- 土井典
- 四谷シモン
- 山本じん
- 木村龍
- 天野可淡
- 三浦悦子
- 吉田良
- 恋月姫
- 井桁裕子
- 清水真理
- 与偶